# Whoops Now
„Whoops Now” este un cântec al interpretei americane Janet Jackson. Piesa a fost compusă de Jimmy Jam și Terry Lewis și Jackson, fiind inclusă pe cel de-al cincilea material discografic de studio al artistei, janet.. „Whoops Now” a fost lansat ca single dublu, alături de înregistrarea „What I'll Do”, ocupând locul 1 în Noua Zeelandă și devenind un șlagăr la nivel mondial.

## Clasamente
| Clasament                       | Poziția maximă | Referință |
| ------------------------------- | -------------- | --------- |
| Australian Singles Chart        | 49             | [ 3 ]     |
| Austria Singles Chart           | 7              | [ 2 ]     |
| Belgium Singles Chart (Valonia) | 7              | [ 2 ]     |
| Belgium Singles Chart (Flandra) | 35             | [ 2 ]     |
| Denmark Singles Chart           | 14             | [ 2 ]     |
| Dutch Singles Chart             | 38             | [ 2 ]     |
| France Singles Chart            | 5              | [ 2 ]     |
| German Singles Chart            | 11             | [ 4 ]     |
| Irish Singles Chart             | 8              | [ 5 ]     |
| New Zealand Singles Chart       | 1              | [ 2 ]     |
| Swiss Singles Chart             | 20             | [ 2 ]     |
| UK Singles Chart                | 9              | [ 6 ]     |